# Morti nel 1649
| Questa pagina contiene informazioni ricavate automaticamente dalle voci biografiche con l'ausilio del template Bio e di un bot. L'aggiornamento è periodico e automatico e ricostruisce completamente la pagina. Se manca una persona in questa lista, sei pregato di non aggiungerla, ma accertati piuttosto che la sua voce biografica contenga il template Bio e che i dati anagrafici siano correttamente compilati. Se il template Bio manca, inseriscilo tu stesso o, in alternativa, metti l'avviso {{tmp\|Bio}} che ne segnala la mancanza. Se i dati riportati sono sbagliati, correggi direttamente la voce biografica; le modifiche saranno visibili in questa lista entro pochi giorni. Per chiarimenti vedi il progetto biografie. La lista contiene solo le 132 persone che sono citate nell'enciclopedia e per le quali è stato implementato correttamente il template Bio. Pagina aggiornata al 10 ago 2025. |

## Gennaio(5)
- 3 gennaio - Paganino Gaudenzi, scrittore, teologo e presbitero svizzero (n. 1595)
- 9 gennaio - Carlo I Doria Del Carretto, nobile e generale italiano (n. 1576)
- 22 gennaio - Alessandro Turchi, pittore italiano (n. 1578)
- 23 gennaio - Philip Herbert, IV conte di Pembroke, nobile, politico e scrittore inglese (n. 1584)
- 30 gennaio - Carlo I d'Inghilterra, sovrano britannico (n. 1600)

## Febbraio(8)
- 7 febbraio - Giovanni Tommaso Malloni, vescovo cattolico e teologo italiano (n. 1579)
- 10 febbraio - Stefano Sauli, arcivescovo cattolico italiano
- 11 febbraio - Maria di Hohenzollern, nobile (n. 1579)
- 12 febbraio - Giovanni Antonio I di Eggenberg, nobile, politico e diplomatico austriaco (n. 1610)
- 12 febbraio - Lucida Mansi, nobildonna italiana
- 12 febbraio - Agostino Spinola, cardinale e arcivescovo cattolico italiano (n. 1597)
- 14 febbraio - Akita Toshisue, militare giapponese (n. 1598)
- 28 febbraio - John Elphinstone, II Lord di Balmerino, nobile scozzese

## Marzo(11)
- 2 marzo - Antonio Pérez, teologo, filosofo e gesuita spagnolo (n. 1599)
- 3 marzo - Maria d'Austria, religiosa austriaca (n. 1584)
- 9 marzo - James Hamilton, I duca di Hamilton, nobile e generale scozzese (n. 1606)
- 9 marzo - Henry Rich, I conte di Holland, nobile, militare e politico inglese (n. 1590)
- 9 marzo - Nicolas Vauquelin Des Yveteaux, poeta francese (n. 1567)
- 16 marzo - Giovanni de Brébeuf, missionario, presbitero e gesuita francese (n. 1593)
- 17 marzo - Gabriele Lalemant, gesuita e missionario francese (n. 1610)
- 19 marzo - Cristoforo Giarda, vescovo cattolico italiano (n. 1595)
- 20 marzo - Juan Gutiérrez, vescovo cattolico spagnolo (n. 1578)
- 23 marzo - Alfonso Gonzaga, arcivescovo cattolico italiano (n. 1588)
- 26 marzo - John Winthrop il Vecchio, politico e teologo inglese (n. 1588)

## Aprile(9)
- 1º aprile - Juan Bautista Maíno, pittore spagnolo (n. 1578)
- 1º aprile - Johann Vierdanck, violinista e compositore tedesco (n. 1605)
- 14 aprile - Nasir bin Murshid, sovrano omanita
- 16 aprile - Giannettino Gonzaga, religioso e teologo italiano (n. 1600)
- 22 aprile - Cinzia Gonzaga, religiosa italiana (n. 1589)
- 22 aprile - Marcos de Torres y Rueda, vescovo cattolico spagnolo (n. 1591)
- 24 aprile - Ferdinando Donno, poeta italiano (n. 1591)
- 24 aprile - Francesco Ingoli, presbitero e giurista italiano (n. 1578)
- 29 aprile - Dodo, principe e generale cinese (n. 1614)

## Maggio(4)
- 3 maggio - Ariodante Bettei, commediografo italiano (n. 1578)
- 14 maggio - Bonaventura di Sardegna, missionario e linguista italiano
- 14 maggio - Elisabetta Maddalena di Pomerania, duchessa tedesca (n. 1580)
- 16 maggio - Vincenzio Galilei, italiano (n. 1606)

## Giugno(10)
- 3 giugno - Manuel de Faria e Sousa, nobile, scrittore e storico portoghese (n. 1590)
- 6 giugno - Vincenzo Carafa, gesuita italiano (n. 1585)
- 10 giugno - Giulio Aleni, gesuita, missionario e astronomo italiano (n. 1582)
- 17 giugno - Francesco Maria Torrigio, archeologo italiano (n. 1580)
- 18 giugno - Juan Martínez Montañés, scultore e pittore spagnolo (n. 1568)
- 20 giugno - Richard Brandon, boia britannico (n. 1591)
- 20 giugno - Maria Tesselschade Visscher, poetessa olandese (n. 1594)
- 27 giugno - Chikurin-in, nobildonna giapponese (n. 1579)
- 28 giugno - Gioacchino Assereto, pittore italiano (n. 1600)
- 30 giugno - Simon Vouet, pittore e disegnatore francese (n. 1590)

## Luglio(3)
- 11 luglio - Susanna Hall, inglese (n. 1583)
- 20 luglio - Alessandro Varotari, pittore italiano (n. 1588)
- 25 luglio - Orazio Giustiniani, cardinale italiano (n. 1580)

## Agosto(9)
- 1º agosto - Paweł Piasecki, vescovo cattolico e politico polacco (n. 1579)
- 7 agosto - Maria Leopoldina d'Asburgo, austriaca (n. 1632)
- 10 agosto - Vittoria Farnese, duchessa (n. 1618)
- 15 agosto - Dorotea di Brunswick-Lüneburg, principessa (n. 1570)
- 18 agosto - Andrea Camassei, pittore e incisore italiano (n. 1602)
- 20 agosto - Jacob Bidermann, gesuita e scrittore tedesco (n. 1578)
- 25 agosto - Richard Crashaw, poeta inglese (n. 1612)
- 25 agosto - Thomas Shepard, teologo inglese (n. 1605)
- 30 agosto - Johann Vesling, anatomista e botanico tedesco (n. 1598)

## Settembre(10)
- 2 settembre - Abraham Matthijs, pittore fiammingo (n. 1581)
- 6 settembre - Robert Dudley, conte di Warwick, nobile, navigatore e cartografo inglese (n. 1574)
- 15 settembre - Pietro Paolo Corbarelli, scultore italiano (n. 1589)
- 15 settembre - Francesco Gessi, pittore italiano (n. 1588)
- 16 settembre - Ann Cunningham, nobildonna scozzese
- 21 settembre - Guido Fassi, inventore e artista italiano (n. 1584)
- 21 settembre - Charles Mellin, pittore francese
- 22 settembre - Alessandra Bocchineri, nobildonna italiana (n. 1600)
- 27 settembre - Bellerofonte Castaldi, musicista, compositore e poeta italiano
- 28 settembre - Ottavio Vernizzi, compositore e organista italiano (n. 1569)

## Ottobre(5)
- 8 ottobre - Lorenzo Tramalli, vescovo cattolico e diplomatico italiano (n. 1577)
- 9 ottobre - Pier Maria Campi, religioso e storico italiano (n. 1569)
- 13 ottobre - Giovanni Diodati, teologo italiano (n. 1576)
- 23 ottobre - Paolo Maruscelli, architetto italiano (n. 1594)
- 28 ottobre - Blanche Somerset, nobile inglese (n. 1583)

## Novembre(9)
- 2 novembre - Antonino Alberti, pittore italiano (n. 1600)
- 6 novembre - Owen Roe O'Neill, generale irlandese
- 9 novembre - Galeazzo Arconati, nobile e mecenate italiano (n. 1580)
- 11 novembre - Filiberta Madruzzo, nobildonna italiana (n. 1627)
- 19 novembre - Agostinho Barbosa, teologo, giurista e vescovo cattolico portoghese (n. 1590)
- 19 novembre - Caspar Schoppe, umanista e filosofo tedesco (n. 1576)
- 22 novembre - John Wemyss, I conte di Wemyss, politico scozzese (n. 1586)
- 24 novembre - Caterina di Waldeck, nobildonna tedesca (n. 1612)
- 30 novembre - Giuseppe La Napola da Trapani, francescano, filosofo e teologo italiano (n. 1586)

## Dicembre(8)
- 4 dicembre - William Drummond di Hawthornden, poeta e storico scozzese (n. 1585)
- 4 dicembre - John Egerton, I conte di Bridgewater, nobile e politico inglese (n. 1579)
- 6 dicembre - Lodovico Melzi, nobile italiano (n. 1594)
- 7 dicembre - Carlo Garnier, presbitero e missionario francese (n. 1605)
- 8 dicembre - Noël Chabanel, religioso, missionario e santo francese (n. 1613)
- 19 dicembre - Gil Carrillo de Albornoz, cardinale spagnolo (n. 1581)
- 19 dicembre - Federico Savelli, generale italiano (n. 1583)
- 30 dicembre - Jacques du Chevreuil, scienziato francese (n. 1595)

## Senza giorno specificato(41)
- Alessandro Adimari, letterato e grecista italiano (n. 1579)
- Jean Androuet du Cerceau, architetto francese (n. 1585)
- Paolo Antonio Barbieri, pittore italiano (n. 1603)
- Jean-Baptiste Barbé, incisore, editore e mercante d'arte fiammingo (n. 1578)
- Pietro Battista Borgo, storico italiano
- Jaroslav Bořita z Martinic, politico ceco (n. 1582)
- Giacomo Briano, architetto e gesuita italiano (n. 1589)
- Federico Brunori, pittore italiano (n. 1566)
- Castellino Castello, pittore italiano
- Giovanni Coccapani, architetto e matematico italiano (n. 1582)
- Juan Pedro Fontanella, giurista spagnolo (n. 1576)
- Giovanni Paolo Foscarini, chitarrista, liutista e compositore italiano
- Antonino Galeani, poeta italiano
- Théodore Godefroy, storico francese (n. 1580)
- George Gordon, II marchese di Huntly, nobile inglese (n. 1592)
- Richard Holdsworth, religioso e teologo inglese (n. 1590)
- Kara Musa Pascià, politico e militare ottomano
- Katherine Manners, nobile inglese (n. 1603)
- Giulio Mencaglia, artista italiano
- Claude Mollet, architetto del paesaggio francese (n. 1564)
- Martín de Mujica y Buitrón, generale spagnolo
- Ustad Ahmad Lahauri, architetto persiano (n. 1580)
- Isaak van Ostade, pittore olandese (n. 1621)
- Agostino Pallavicini, doge (n. 1577)
- Carlo Pellegrini, pittore italiano (n. 1605)
- Endymion Porter, politico britannico (n. 1587)
- Giovanni Maria Sabino, compositore e organista italiano (n. 1588)
- Sakızlı Mehmed Pascià, funzionario ottomano
- Giovanni Salamon, politico e militare italiano (n. 1592)
- Antonio Santarelli, teologo e gesuita italiano (n. 1569)
- Alessandro Sergardi, vescovo cattolico italiano (n. 1596)
- Akashi Shiganosuke, lottatore di sumo giapponese (n. 1600)
- Jean Sirmond, poeta e storiografo francese (n. 1589)
- Sofu Mehmed Pascià, politico ottomano
- Bonaventura Stabile, poeta e religioso italiano (n. 1586)
- Famiano Strada, gesuita, storico e letterato italiano (n. 1572)
- David Teniers il Vecchio, pittore fiammingo (n. 1582)
- Gerhard Johannes Voss, teologo, filologo e storico olandese (n. 1577)
- Christoph Wamser, architetto e gesuita tedesco (n. 1575)
- Walter Yonge, politico e mercante inglese (n. 1579)
- Şekerpare Hatun, nobildonna ottomana